# Розе, Карлос
Карлос де ла Роса более известный под своим сценическим псевдонимом, Карлос Розе (Karlos Rosé) — доминиканский исполнитель музыки бачата. Он начал свою карьеру в качестве певца в доминиканской телевизионной программе Divertido con Jochy, когда ему было семнадцать лет. В 2012 году он выпустил свой дебютный сингл Just the Way You Are, кавер на песню Бруно Марса, которая заняла первое место в Billboard Tropical Songs. В 2013 году его второй сингл «Infiel», который изначально был исполнен колумбийской музыкальной группой Daniel Calderon y Los Gigantes, также занял первое место в чарте Tropical Songs.В том же году он сотрудничал с американским пианистом Артуром Хэнлоном, чтобы исполнить кавер на песню The Jackson 5 «Я буду там». Она достигла четвертой строчки в чарте Tropical Songs.